# Bœuf à la mode
Le bœuf à la mode est une recette traditionnelle de la cuisine française. Ce mets se compose d'une pièce de bœuf et de carottes cuites dans du vin blanc aromatisé aux herbes de Provence. Il nécessite une cuisson à l'étouffée lente et longue pour obtenir une viande très fondante.

## Synonymes
Ce mets peut aussi être dénommé bœuf mode ou bœuf carottes. Le terme à la mode signifie que « le bœuf est préparé à la mode de la maison. ». 

## Origine
Le premier restaurant à la carte de Paris portait aussi ce nom. Fondé en 1792, il s’appelait à l’origine Meot, du nom de ses créateurs, les frères marseillais Meot. Puis sous le nom de Bœuf à la mode, il eut plusieurs décennies de gloire ; son enseigne représentait un bœuf habillé d’une robe, d’un châle et coiffé d’une toque à plumes. Sous le Directoire un nommé Tissot reprit le restaurant et habilla le bœuf en « Incroyable ». Sous la Restauration, on le vit revêtu d’une robe, d’un châle, coiffé de toques à plumes et agrémenté de pendants d’oreilles. Le restaurant servait « une bonne cuisine bourgeoise dans sa petite salle, complétée de salons et de cabinets situés à l’entresol. ».

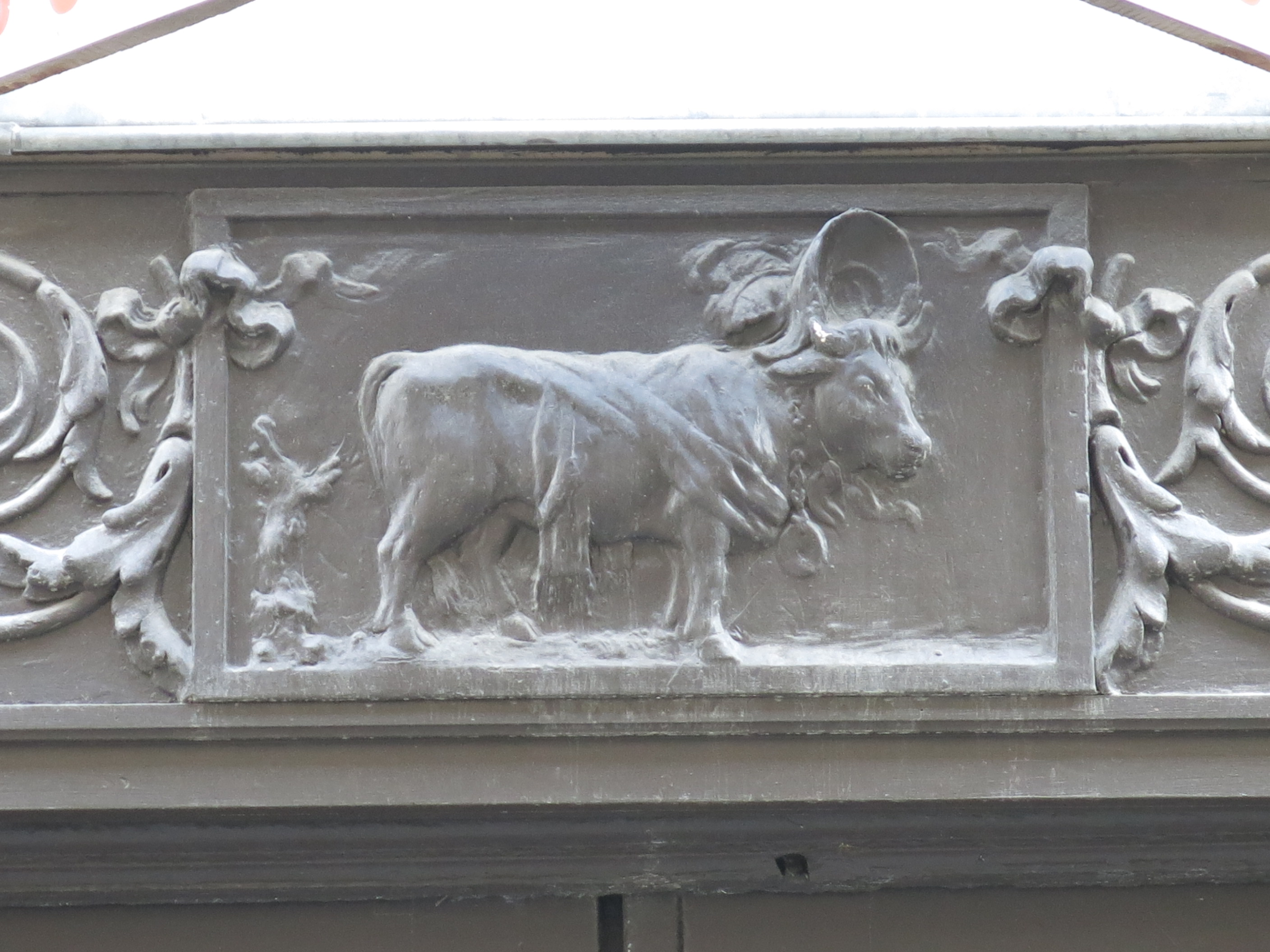
Enseigne du Bœuf à la mode, au 8 rue de Valois, 1er arr. de PAris

Mais la mode passa et sa cuisine provençale, odorante et colorée, fut attaquée et même son enseigne dénigrée. Ce fut d'abord Honoré de Balzac qui s'y attela, en 1826, dans Le Petit Dictionnaire critique et anecdotique des Enseignes de Paris, par un batteur de pavé. Effrayé par les prix, il dénonça : « Bœuf à la Mode (Au). Restaurateur près le Palais-Royal. Des schalls, un chapeau ornent un bœuf que le restaurateur calambourdiste a cru pouvoir appeler à la mode ; d’aucuns, trompés par le jeu de mots, ont voulu tâter la cuisine, mais ils ont trouvé qu’il était un peu trop salé. ».
Dans la décennie qui suivit ce dénigrement fut poursuivi par la Revue de Paris. Ce magazine littéraire, qui s'occupait d'attiser les haines[citation nécessaire], publia en 1835 : « Le Bœuf à la Mode (…) justifie son nom vulgaire et de mauvais goût par une peinture qui lui sert d’enseigne (…) Les Méridionaux (…) qui d’ailleurs sont fort entichés par leur cuisine odorante viennent en foule au Bœuf à la mode, qui a fait fortune depuis que Paris est envahi par le département des Bouches-du-Rhône. ».
Devenu un simple bistrot, le Bœuf à la mode mit la clé sous la porte en 1936 après une lente descente aux enfers et malgré sa prise en main par Prosper Montagné comme propriétaire. Il subsiste la façade et l’enseigne au 8 rue de Valois.

## Conseils du sommelier
Ce mets impose un vin rouge de caractère, puissant et bien charpenté tel que chinon, cornas, côtes-d'auvergne, givry, graves, haut-médoc, juliénas, lalande-de-pomerol, mercurey, morgon, pomerol, saumur-champigny ou vacqueyras.